# Lucius (Computerspiel)
Lucius ist ein Horror-Adventure aus dem Jahr 2012. Wegen seines makaberen Spielprinzips wurde es in Deutschland indiziert.

## Handlung
Der Spieler schlüpft in die Rolle des namensgebenden Jungen Lucius, Sohn des Luzifers, der den Auftrag erhalten hat, Seelen für seinen Vater zu akquirieren. Auf mehr oder minder ausgefallene Art und Weise tötet man nach und nach in 19 Missionen das größtenteils unschuldige Personal des elterlichen Anwesens. Dazu muss der Spieler Rätsel lösen und die magische Begabung des Protagonisten einsetzen.
Die Handlung wird dabei durch Detective MacGuffin, der in den mysteriösen Mordfällen ermittelt, kommentiert.

## Spielprinzip und Technik
Lucius spielt sich wie eine Mischung zwischen klassischem Point-and-Click-Adventure und einem Third-Person-Shooter und weist Anleihen von der Hitman-Serie auf, jedoch fehlen Schleich-Komponenten nahezu völlig. Es erinnert stark an Filme wie Das Omen.

## Produktionsnotizen
Aufgrund des Spielprinzips und der Gewaltdarstellung verweigerte die Unterhaltungssoftware Selbstkontrolle die Erteilung einer Altersfreigabe für das Spiel. Im Dezember 2012 wurde das Spiel in Deutschland indiziert.
2015 erschien ein Nachfolger, Lucius II: The Prophecy. Wegen der Indizierung des Vorgängers erschien Lucius II nicht in Deutschland. 2016 erschien ein "Remake" zum ersten Teil mit dem Titel Lucius Demake. 2018 erschien anschließend ein weiterer Nachfolger, Lucius 3. Dieser beendet die Geschichte rund um Lucius.

## Rezeption
Das Spiel erhielt überwiegend durchwachsene Kritiken. Aus 23 aggregierten Wertungen erzielt Lucius auf Metacritic einen Score von 59.
Wegen der Indizierung sind Tests des Spiels in deutschen Medien als werbliche Maßnahmen verboten und nur noch in archivierter Form zugänglich. Die Gamestar kritisierte ein schlechtes Skript, dem es an „Dramaturgie, Charaktertiefe, Abwechslung, Wendungen (und) gut geschriebenen Dialogen“ mangele, sowie ein eintöniges Spielprinzip, das nicht an das Vorbild Hitman heranreiche. Redakteur Patrick Lück äußerte zudem wegen der zahlreichen detaillierten Mordszenen ethische Bedenken.

„Sei es nun der gehetzte Einstieg, bei dem wir ohne große Umwege direkt zu Morden beginnen, die wenigen freien Handlungsmöglichkeiten, das unausgewogene automatische Speichersystem oder das etwas unbefriedigende Ende – Lucius wirkt an vielen Stellen einfach viel zu halbgar. […] Lediglich ergötzt man sich auf leicht perverse Art maximal noch an der Brutalität der Todesfälle, wenn man denn auf reichlich Blut und herumfliegende Gehirnmasse steht. Jedoch hätte ich mir gewünscht, dass man diese Detailverliebtheit der Gewaltdarstellung auch in andere Teile des Titels hätte fließen lassen, um darüber hinaus auch ein paar mehr spielerische Anreize zu liefern. Somit bleibt Lucius am Ende eben doch nur ein ganz netter Lückenfüller für zwischendurch, der nicht mit Spielwitz, sondern lediglich mit der bloßen Aneinanderreihung von möglichst blutigen Szenen zu Punkten versucht.“